# Homoki hernyóölő
A homoki hernyóölő vagy közönséges homoki darázs (Ammophila sabulosa) a rovarok osztályának hártyásszárnyúak (Hymenoptera) rendjébe, ezen belül a kaparódarazsak (Sphecidae) családjába tartozó faj.
Nemének a típusfaja.

## Megjelenése
Testhossza 16–28 milliméter. Hosszú, nyeles potroha bunkóban végződik. Teste fekete, csak a potrohnyél táján van egy narancsvörös szakasz, de a hím esetében még ezen is van felül egy fekete folt. A nőstény potrohnyelén a narancsvörös szín végig folyonos.

## Életmódja, élőhelye
Hazánk minden részén gyakori faj, tehát a nevével ellentétben nem ragaszkodik a homokhoz. Minden olyan hely megfelel neki fészkeléshez, amely száraz, napos fekvésű, kopár és nem túl tömör talajú, tehát nincsen átszőve gyökerekkel, és nem kifejezetten köves-kavicsos.

## Szaporodása
A megtermékenyített nőstény tojás alakú üregben végződő aknát kapar a talajba, majd hernyóvadászatra indul. Amint talál egy megfelelőt, azt több szúrással megbénítja, majd behúzza a fészekbe, és rárak egy petét.  (A petéből kikelő lárva élve falja fel a megbénított hernyót.) Ha az anya elég nagynak találta a hernyót ahhoz, hogy az ivadéka bábállapotig fejlődjön rajta, akkor végleg lezárja a fészket. Ha a hernyó túl kicsinek találtatott, akkor ideiglenesen zárja le, és további hernyókat visz neki, minden alkalommal ideiglenesen lezárva a fészket, míg elégedett nem lesz, amikor is végleg lezárja azt apró rögökkel és kavicsokkal. Az eljárást kb. 10 alkalommal ismétli meg. A bábozódásra kész kifejlett lárva egy vékony nyélen függve úgy szövi körül magát, hogy gubója ne érjen az üreg falához. A kikelt darazsak június közepén hagyják el fészkeiket.